# Road Rock Vol. 1: Friends and Relatives
Albums de Neil Young
Silver and Gold
(2000) Are You Passionate?
(2002)
Road Rock Vol. 1: Friends and Relatives est un album de Neil Young enregistré en public les 19 et 20 septembre 2000 au Red Rocks Amphitheatre de Denver.

## Historique
Les « friends and relatives » incluent Ben Keith, Chrissie Hynde (du groupe The Pretenders), Duck Dunn, l'épouse de Neil Young, Pegi, et sa sœur, Astrid.

## Titres
Tous les titres sont composés par Neil Young sauf indications contraires.
1. Cowgirl in the Sand – 18:00
2. Walk On – 4:30
3. Fool for Your Love (inédit) – 3:06
4. Peace of Mind – 5:00
5. Words – 11:00
6. Motorcycle Mama – 5:30
7. Tonight's the Night – 10:00
8. All Along the Watchtower (Bob Dylan) – 7:50

## Musiciens
- Neil Young - guitare, piano, chant
- Ben Keith - guitare, lap slide, guitare pedal steel, chant
- Spooner Oldham - piano, piano électrique Wurlitzer, orgue Hammond B3
- Donald « Duck » Dunn - basse
- Jim Keltner - drums, percussions
- Astrid Young - chant
- Pegi Young - chant
- Chrissie Hynde - guitare, chant sur All Along the Watchtower